# Saison 1983-1984 du SC Abbeville
 (février 2024).
 (février 2024).
Si vous disposez d'ouvrages ou d'articles de référence ou si vous connaissez des sites web de qualité traitant du thème abordé ici, merci de compléter l'article en donnant les références utiles à sa vérifiabilité et en les liant à la section « Notes et références ».
Maillots
Chronologie
Saison précédente Saison suivante
La saison 1983-1984 du SC Abbeville est la quatrième saison de ce club de football samarien en deuxième division du championnat de France, après sa belle saison l'année précédente.
Pierre Garcia entraîne le club lors de cette saison. Il est entraîneur du club depuis juillet 1982 et le départ de Robert Tyrakowski. Il compte sur des joueurs présents depuis plusieurs années, tels Michel Gomel, natif d'Abbeville ou l'attaquant William Leboucher, mais aussi Laurent Labarthe et Ibrahima Ba. Les recrues Marc Westerloppe et Georges Tournay occupent également un rôle central dans l'équipe abbevilloise.

## Avant-saison

### Transferts

#### Mercato d'été
| Joueur           | P. | Club                   | Transfert           |
| ---------------- | -- | ---------------------- | ------------------- |
| Arrivées         |    |                        |                     |
| Franck Brogniart | D  | FC Saint-Riquier (L)   | Premier contrat pro |
| Thierry Dalbart  | A  | Nîmes Olympique (D2)   | Transfert           |
| Georges Tournay  | A  | RC Lens (D1)           | Transfert           |
| Pascal Tournelle | M  | AS Angoulême (D2)      | Transfert           |
| Marc Westerloppe | A  | US Nœux-les-Mines (D2) | Fin de contrat      |

| Joueur               | P. | Club                           | Transfert      |
| -------------------- | -- | ------------------------------ | -------------- |
| Départs              |    |                                |                |
| Alain Bienaimé       | M  | Amiens SC (D3)                 | Prêt           |
| Philippe Duvauchelle | D  | US Friville-Escarbotin (D4)    | Transfert      |
| Bernard Lama         | G  | LOSC Lille (D1)                | Retour de prêt |
| / Ladislas Lozano    | M  | AS Trouville-Deauville (D4)    | Transfert      |
| Zbigniew Milewski    | M  |                                | Fin de contrat |
| Jean-Paul Monvoisin  | A  | AS Berck (DH)                  | Fin de contrat |
| Jean Opila           | G  | US Neuville-Coppegueule (D)    | Fin de contrat |
| Pascal Schall        | A  | FC Villefranche-sur-Saône (D2) | Transfert      |
| Roland Ursprung      | G  |                                | Fin de contrat |

## Matchs officiels de la saison
Le tableau ci-dessous retrace dans l'ordre chronologique les 37 rencontres officielles jouées par le SC Abbeville durant la saison. Le club abbevillois a participé aux 34 journées du championnat ainsi qu'à trois tours de Coupe de France.
À la fin la saison, Abbeville a remporté 10 matchs, en a perdu 15 et a fait 12 matchs nuls.

## Affluences
Affluence du SC Abbeville à domicile

## Équipe réserve
L'équipe réserve du SC Abbeville sert de tremplin vers le groupe professionnel pour les jeunes du centre de formation mais permet également à certains joueurs non alignés avec l'équipe professionnelle d'avoir du temps de jeu. L'équipe réserve est également utilisée fréquemment par des professionnels en phase de reprise à la suite d'une blessure. Pour cette saison, l'équipe B d'Abbeville évolue en Division Honneur Picardie (5è Division nationale).